# Język ngundi
Język ngundi, także: ngondi, ingundi – zagrożony wymarciem język z rodziny bantu, używany w Kongo w departamencie Sangha.
W klasyfikacji Guthriego zaktualizowanej przez J.F. Maho język ngundi zaliczany jest do języków ngondi grupy geograficznej języków bantu C, a jego kod to C11.